# C.E. Bardenfleth
Carl Emil Bardenfleth (født 9. maj 1807 i København, død 3. september 1857 i Interlaken) var dansk embedsmand og politiker. 

## Biografi
Han var søn af Johan Frederik Bardenfleth til Harridslevgård (1772-1833) og hans hustru Augusta Wilhelmine Hellfried (1775-1861). Han modtog sin første undervisning sammen med "Prins Fritz", senere kong Frederik VII.
I 1819 blev han sat i Borgerdydskolen i København, hvorfra han blev student i 1823. Studerede derefter ved Københavns Universitet og tog 1827 juridisk eksamen med højeste karakter og blev cand.jur. Samme år udnævntes han til kammerjunker og blev 1828 ansat som tjenestegørende kavaler hos prinsesse Vilhelmine. 
Han boede en del af sit liv på Søllerødgaard og blev 3. oktober 1832 gift i Vor Frue Kirke, København, med Sophie Amalie, rigsgrevinde von Schmettau (4. november 1810 – 26. april 1893), senere dekanesse for Vallø Stift.

## Politisk karriere
- By- og herredsfoged i Frederikssund (1832)
- Amtmand og senere stiftamtmand på Island, (1837-41)
- Hofchef hos kronprins Frederik (kong Frederik 7.), hans barndomsven, som da var guvernør af Fyn (1841)
- Stiftamtmand på Fyn (1843)
- Medlem af gehejmestatsrådet som gehejmestatsminister (udpeget af den Frederik 7. som i januar 1848 besteg tronen) og samme år blev han også udnævnt til justitsminister i martsministeriet (1848)
- Minister for Hertugdømmet Slesvig (1851)
- Udtrådte han af Ministeriet (1851)
- Domainedirecteur (1855)
- Medlem af rigsdagens folketing efter Grundloven af 1849 (4. december 1849 – 4. august 1852)
- Medlem af Rigsrådet efter loven 21. juli 1854
- Medlem af landstinget efter fællesforfatnigen af 2. oktober 1855 (3. juni 1853 – 12. november 1854)

## Børn
- Vilhelmine Marie Bardenfleth (født: 11. juli 1833)
- Johan Frederik Bardenfleth (født: 10. juni 1835)

1860 cand.jur. med bedste karakter, fik 1863 det stampeske rejsestipendium, 19. oktober 1869 fuldmægtig i indenrigsministeriet, 1. juni 1873 amtmand over Ringkøbing Amt, kammerjunker.
- Louise Valgerda Bardenfleth (1838-1843)
- Gottfried Vilhelm Christian Ingolf Bardenfleth (24. januar 1840 – 29. april 1921)

Født i Reykjavik, Kaptajn i Søetaten, Kommandør og lodsinpektør kaldet Ingolf. Gift 1870 med Oline Sandholt og gift igen 25. oktober 1888 med Laura Winning (1. september 1850 – 11. marts 1930).
- Caroline Charlotte Mariane Sophie Bardenfleth ( 30. december 1841 - 7. marts 1922)

Gift 21. august 1868 med Baron Holger Frederik Christian Stampe (1822–1904) (link til digt i Kalliope)
- Carl Emil Bardenfleth (født: 6. april 1844)

Premierløjtnant i infanteriet.
- Frederik Carl Christian Bardenfleth (21. juni 1846 – 29. december 1935)

Premierløjtnant i søetaten, ridder af flere fornemme ordener
- Sophus Bardenfleth (13. juni 1848 – 20. september 1852)
- Vilhelm Bardenfleth (18. juli 1850 – 6. september 1933)

Cand.jur. med bedste karakter
- Sophie Louise Bardenfleth (24. oktober 1855 – 4. november 1947)

Gift 21. maj 1875 med Vilhelm Peter Christian Bruun de Neergaard, Kammerjunker (født 11. juni 1846)
| Efterfulgte: L.A. Krieger                       | Amtmand over Islands Sønderamt 11. februar 1837 – 21. april 1841                           | Efterfulgtes af: Torkild Hoppe                             |
| Efterfulgte: L.A. Krieger                       | Stiftamtmand over Islands Stift 26. juni 1838 (kst. 11. februar 1837) – 21. april 1841     | Efterfulgtes af: Torkild Hoppe                             |
| Efterfulgte: Johan Carl Thuerecht Castenschiold | Stiftamtmand over Fyens Stift 22. marts 1843 – 1848                                        | Efterfulgtes af: I.J. Unsgaard                             |
| Efterfulgte: Johan Carl Thuerecht Castenschiold | Amtmand over Odense Sønderamt 22. marts 1843 – 1848                                        | Efterfulgtes af: I.J. Unsgaard                             |
| Efterfulgte: Ingen                              | Gehejmestatsminister uden portfølje 22. januar 1848 – 22. marts 1848                       | Efterfulgtes af: Gehejmestatsrådet erstattet af Statsrådet |
| Efterfulgte: Poul Christian Stemann             | Justitsminister 16. november 1848 – 13. juli 1851                                          | Efterfulgtes af: A.W. Scheel                               |
| Efterfulgte: F.F. Tillisch                      | Minister for Hertugdømmet Slesvig 13. juli 1851 – 27. januar 1852                          | Efterfulgtes af: Carl Moltke                               |
| Efterfulgte: Folketinget oprettet               | Folketingsmand for Odense Amts 1. Valgkreds: Odense 4. december 1849 – 4. oktober 1852 (H) | Efterfulgtes af: Julius Schovelin                          |
| Efterfulgte: ?                                  | Landstingsmand for 6. Valgkreds 3. juni 1853 – 12. november 1854 (H)                       | Efterfulgtes af: ?                                         |
| Efterfulgte: ?                                  | Landstingsmand i Rigsrådet (kongevalgt) 26. juli 1854 – 3. september 1857 (H)              | Efterfulgtes af: ?                                         |